# Jeffrey Amherst
Jeffrey Amherst   (Riverhead, 29 de gener de 1717 - Montreal Park, 3 d'agost de 1797), primer baró d'Amherst, va ser un militar britànic que va aconseguir el grau de mariscal de camp a l'Exèrcit britànic.

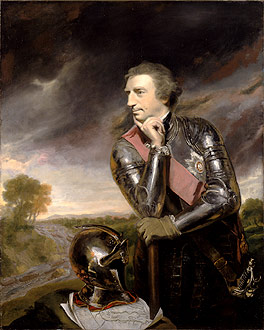
Quadre de Jeffrey Amherst,.

Va destacar pel seu paper a les guerres amb els amerindis, però especialment va destacar en la Guerra dels Set Anys contra França als territoris de l'actual Canadà, que va suposar la pèrdua del Quebec i de Nova França per als francesos. Va ser el primer governador general britànic del Canadà després de l'ocupació del Quebec. No obstant això, va fracassar en la lluita contra els rebels de les colònies americanes (les Tretze Colònies) que, mal resolta, va desembocar posteriorment en la Guerra d'independència dels Estats Units, amb la consegüent pèrdua del territori pel Regne Unit.
Va ser nomenat primer Baró d'Amherst per la Corona britànica, concretament pel rei Jordi III, com a premi per la seva destacada actuació a Amèrica.

## Carrera militar

### Guerra de Successió Austríaca
En 1731 es va enrolar en l'Exèrcit britànic, i hi prestà servei el 1741 com a ajudant de camp del general John Ligonier. Va prendre part en la batalla de Dettingen i a la de Fontenoy, en el marc de la Guerra de Successió Austríaca, contra l'Exèrcit francès. Durant la guerra va ascendir al rang de tinent coronel, encara que després de la signatura de la pau, per mitjà del Tractat d'Aquisgrà el 1748, van quedar molt minvades les seves possibilitats d'ulteriors ascensos.

### Guerra dels Set Anys

#### A Europa
La situació de Jeffrey Amherst va fer un tomb a conseqüència de l'esclat de la Guerra dels Set Anys. En els inicis del conflicte va ser enviat a Alemanya, i el juliol de 1757 prengué part a la batalla de Hastenbeck. Atès que el seu protector, el general John Ligonier, havia estat nomenat comandant en cap de l'Exèrcit britànic, es va conferir a Amherst el grau temporal de major general a Amèrica i rebé l'encàrrec concret d'apoderar-se del fort francès de Louisbourg, a l'illa del Cap Bretó, encàrrec pel qual va comptar amb el futur general James Wolfe. Jeffrey va manar l'expedició enviada contra la fortalesa, i n'aconseguí la capitulació el 27 de juliol de 1758.

#### A Amèrica

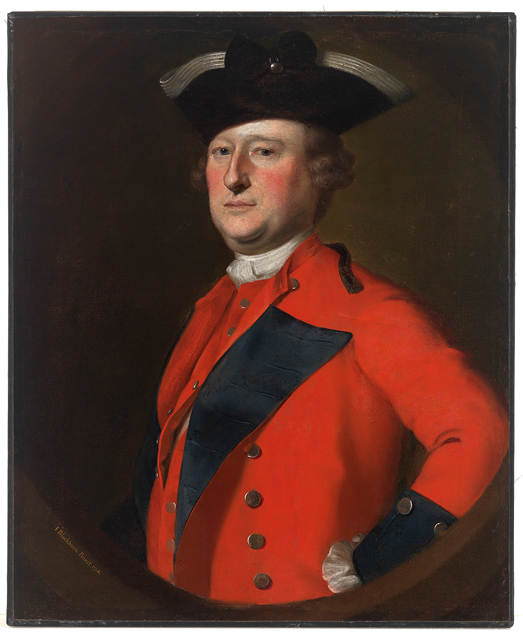
Quadre de Jeffrey Amherst, pintat per Joseph Blackburn el 1758.

Després de l'èxit obtingut, va ser nomenat comandant en cap a Amèrica de l'Exèrcit britànic, substituint en aquest càrrec el general James Abercromby. Va acampar amb les seves tropes per passar l'hivern a la ciutat de Nova York, preparant els plans per a la campanya que emprendria a la següent primavera.
Així, el 1759 va remuntar el llac Champlain al capdavant d'un exèrcit format per 11.000 soldats, fins a arribar a Crown Point, on va iniciar la construcció d'un fort, des d'on llançà alguns atacs contra una illa del riu Richelieu en la qual s'havia refugiat el comandant francès François Charles de Bourlamaque. Com que la tàctica emprada no va obtenir resultats, la va abandonar, després de la victòria de James Wolfe al setembre a la batalla de les Planes d'Abraham, que va permetre la conquesta del Quebec als francesos, encara que el propi Wolfe va morir en la batalla.
Al següent hivern, el moviment d'Amherst va ser l'atac convergent de tres exèrcits a Mont-real: James Murray hauria de remuntar el riu Sant Llorenç des de Quebec, alhora que William Havilland avançaria des del llac Champlain i el propi Amherst atacaria des del llac Ontario. A principis de setembre de 1760 es van reunir els tres exèrcits conforme al previst, la qual cosa va forçar als francesos a la capitulació davant els britànics el 8 de setembre. Immediatament després, Amherst va nomenar tres governadors per a tot el territori recentment conquistat: Murray quedava confirmat per al càrrec que ja venia exercint com a governador del Quebec, Ralph Burton seria el nou governador de la zona de Trois-Rivières, i Thomas Gage quedava nomenat per a Mont-real.
Malgrat tot, la guerra no havia conclòs encara, per la qual cosa Jeffrey Amherst, mentre que comandant en cap de totes les tropes britàniques a Amèrica, va organitzar en els anys 1761 i 1762 operacions contra Dominica, Martinica i Cuba, aquesta última a causa de l'aliança que els Borbons espanyols mantenien amb els Borbons francesos a través dels Pactes de Família.
En 1762 va nomenar també el seu germà, William Amherst perquè manés les tropes que anaven a intentar la reconquesta de l'illa de Terranova, en mans franceses, encara que el propi Jeffrey va supervisar la marxa de l'operació des del seu lloc de comandament a Nova York. La batalla de Signal Hill i la capitulació del fort francès instal·lat a Sant Joan de Terranova van posar fi a la presència de França a l'Amèrica del Nord, a excepció de l'illa de Sant Pierre i Miquelon.

#### Rebel·lió de Pontiac
Al maig de 1763, Jeffrey Amherst, va organitzar un campanya contra els amerindis, després de la rebel·lió encapçalada per Pontiac, cap de la tribu dels Ottawes.

### Retorn a Europa

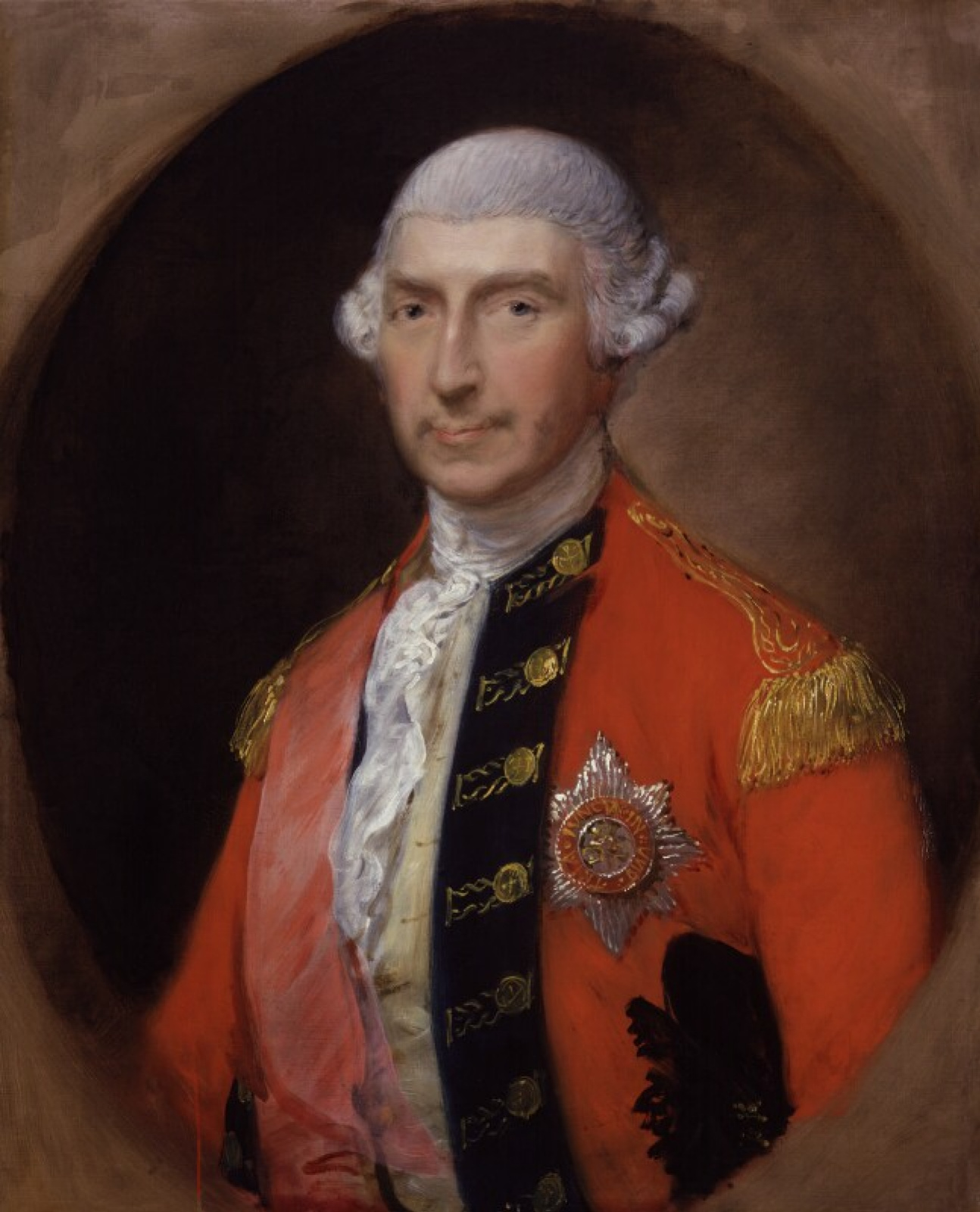
Retrat de Jeffrey Amherst, primer baró de Amherst, en la National Portrait Gallery.

En 1763, Jeffry Amherst va tornar al Regne Unit, havent estat entre 1760 i 1763 el primer governador, sota ocupació militar, de l'antiga colònia francesa de Nova França. No obstant això, deixava sense resoldre el problema del descontentament dels colons dels territoris britànics, origen de la Guerra d'independència dels Estats Units, problema que van haver d'afrontar els seus successors.
De retorn a Anglaterra, va prestar servei com a comandant en cap de l'Exèrcit britànic entre 1778 i 1782, però el seu acompliment es va veure afectat pel fracàs en la guerra amb els colons americans revoltats de les Tretze Colònies, i per alguns abusos que es van destapar en l'exèrcit durant l'exercici del seu comandament.
Per dues vegades (1775 i 1778) el rei d'Anglaterra li va sol·licitar que tornés a assumir el comandament de l'Exèrcit a Amèrica davant la marxa de la guerra contra els colons revoltats, però Amherst va refusar en ambdues ocasions.
Durant un breu període, entre 1782 i 1793, va ser substituït com a comandant en cap de l'Exèrcit britànic per Henry Seymour Conway, per tornar de nou a exercir com a tal entre 1793 i 1795. En retirar-se del servei actiu, en 1796, se li va concedir el rang de mariscal de camp.

## Polèmiques
La correspondència que va mantenir amb el seu subaltern Henri Bouquet, un mercenari d'origen suís, posa de manifest que va suggerir l'ús de la guerra bacteriològica contra els amerindis, en suggerir el repartiment de mantes contaminades amb el virus de la verola als Delaware que assetjaven el fort de Fort Pitt. No obstant això, el comandant del fort ja havia fet el repartiment de mantes pel seu compte abans que es produís l'intercanvi de correus. Al repartiment de les mantes li va seguir efectivament una epidèmia de verola que va afectar enormement als amerindis, que mancaven d'anticossos per resistir la malaltia, relativament benigna per als europeus. Alguns autors assenyalen, no obstant això, la dificultat de provar que el repartiment de mantes fos la causa directa de l'epidèmia. La cita del paràgraf de la correspondència d'Amherst és: Will do well to try to innoculate the Indians by means of blankets, as well as every method that can serve to extirpate this execrable race (Faríeu bé intentar infectar els indis amb mantes o per qualsevol altre mètode que pot servir per extirpar aquesta raça execrable).
En qualsevol cas, segons s'afirma en el propi diari de Jeffrey Amherst, el nombre de víctimes de l'epidèmia va ser superior a les 100.000 persones.

## Recompenses i homenatges
Entre 1759 i 1768 va ser oficialment nomenat governador de la colònia de Virgínia. No obstant això, es tractava d'un càrrec que mai va exercir en realitat, però que li va permetre beneficiar-se de les rendes i prebendes annexes al càrrec.
L'any 1776 va ser ennoblit, com a baró d'Amherst de Holmesdale, encara que el títol es va extingir en la seva pròpia persona en mancar de descendència.
Entre 1770 i 1794 va ser nomenat governador de Guernsey, també amb l'objecte que es beneficiés de les rendes conferides al càrrec.
El 1778 va rebre una segona baronia, la baronia d'Amherst de Mont-real, que després de la seva defunció va recaure en el seu nebot William Pitt Amherst.
En el seu honor se li va donar el seu nom al Col·legi Amherst, així com a diverses localitats dels actuals Estats Units i el Canadà.

## Defunció
Jeffrey Amherst, primer baró d'Amherst, va morir a la seva residència de Sevenoaks (residència batejada com Mont-real), al mateix lloc del seu naixement, el 3 d'agost de 1797.